# Les Laises
Les Laises är en kulle i Schweiz. Den ligger i distriktet Franches-Montagnes och kantonen Jura, i den västra delen av landet, 50 km nordväst om huvudstaden Bern. Toppen på Les Laises är 1 007 meter över havet.